# Der geheime Garten (1993)
Der geheime Garten (Originaltitel: The Secret Garden) ist ein US-amerikanisch-britisches Filmdrama aus dem Jahr 1993 von Regisseurin Agnieszka Holland. Die Handlung beruht auf dem gleichnamigen Roman von Frances Hodgson Burnett aus dem Jahr 1911, der mehrmals verfilmt wurde; unter anderem als Der geheime Garten (1949).

## Handlung
Mary ist in Indien aufgewachsen. Ihre Eltern hatten für sie nie wirklich Zeit, und daher hält sich ihre Trauer bei deren Tod auch in Grenzen. Als sie zu ihrem ihr fremden Onkel – dem einzigen noch lebenden Verwandten – nach England geschickt wird, ist sie ein stolzes und verwöhntes kleines Mädchen.
Der Onkel lebt auf einem großen, sehr einsam gelegenen Schloss, ist aber auch viel in der Welt unterwegs. Sehen will er Mary erst einmal nicht. So streift diese allein umher, erkundet Haus und Umgebung. Einziger Kontakt zu anderen Menschen sind die strenge Hausdame und das lebenslustige Dienstmädchen Martha und später deren Bruder Dickon.
Manchmal hört Mary eine fremde Stimme, sie hört jemanden rufen oder weinen. Aber keiner will etwas gehört haben oder man findet ihr gegenüber fadenscheinige Ausreden. Irgendwann geht Mary der Stimme nach und trifft auf ihren Cousin Colin. Dieser liegt in einem abgedunkelten Zimmer und ist davon überzeugt, an irgendwelchen Krankheiten zu leiden und bald sterben zu müssen.
Nach und nach erfährt Mary von Colin, Martha und Dickon, dass Colins Mutter, die die Zwillingsschwester ihrer eigenen Mutter war, im Garten von einer Schaukel gefallen ist, dadurch eine Frühgeburt hatte und direkt nach Colins Geburt verstorben ist. Colins Vater will den Jungen nicht sehen aus Angst, ihn zu sehr ins Herz zu schließen, denn einen weiteren Verlust ertrüge er nicht mehr. So muss Colin ein Dasein fristen, welches bestimmt ist von dubiosen realen, eingeredeten oder eingebildeten Krankheiten. In Wahrheit fehlen ihm eigentlich nur etwas Licht, frische Luft, Bewegung, Freunde – und die Liebe seines Vaters.
Bei ihren Streifzügen durch die Umgebung hat Mary auch einen verschlossenen, geheimen Garten entdeckt. Er ist wunderschön, nur extrem verwahrlost. Es ist der Garten, in dem Colins Mutter starb. Colins Vater hat ihn verschließen lassen und verfügt, dass er nie wieder geöffnet werden solle. Doch Mary hat bereits bei einem ihrer Streifzüge durch das Anwesen den Schlüssel zum Garten gefunden. So beginnt sie mit Dickons Hilfe, heimlich den Garten zu pflegen. Sie jäten Unkraut, reinigen die Wege, schneiden Bäume und Büsche und pflanzen neue Blumen. Schon bald erstrahlt der Garten in alter Pracht.
Nach zähem Kampf hat Mary es geschafft, Colin dazu zu bewegen, nicht nur die Fenster, sondern auch sich selbst dem Leben zu öffnen. Die Hausdame sieht diese Entwicklung nicht gerne. Sie unterbindet jeden Kontakt der Kinder. Diese finden jedoch einen Weg, sich weiterhin heimlich im geheimen Garten zu treffen, denn Colin hat – ohne dass es jemand weiß – mit Marys Hilfe das Gehen erlernt.
Colin sehnt sich danach, sein neues Können als Erstes seinem Vater zu zeigen. Daher führen die Kinder ein magisches Ritual im geheimen Garten durch, um ihn nach Hause zurückzurufen. Als daraufhin Colins Vater unangemeldet von einer Reise zurückkehrt, will er Colin und Mary sehen – doch die Kinder sind nicht in ihren Zimmern. Er sucht und findet sie im geheimen Garten. Dieser erstrahlt im Frühlingsglanz. Inmitten aller Pracht steht Colin, der seine ersten zehn Lebensjahre in düsterer und kalter Umgebung verbracht hat, und lacht. Nach herzlicher Begrüßung gehen alle gemeinsam lachend, hüpfend und glücklich über eine grüne Wiese zurück zum Haus.

## Kritiken
James Berardinelli lobte auf ReelViews die Darstellungen und die „hypnotisierende“ Kameraarbeit.
Das Lexikon des internationalen Films urteilte: „Eine von dichter Atmosphäre und genauer Psychologie geprägte Schilderung menschlicher Selbstverlorenheit und Selbstfindung. Der Zusatz von Sentimentalität und einer Fülle von märchenhaften Zügen, Symbolik und Metaphern wird vor allem durch die hervorragende kindliche Darstellung abgemildert.“

## Auszeichnungen
Maggie Smith wurde im Jahr 1994 für den BAFTA Award nominiert. Andrew Knott, Heydon Prowse, Kate Maberly und der Film als Bestes Drama wurden 1994 für den Young Artist Award nominiert. Kate Maberly gewann 1994 den London Critics Circle Film Award.
Zbigniew Preisner gewann 1993 für die Filmmusik den Los Angeles Film Critics Association Award. Stuart Craig gewann 1994 den Evening Standard British Film Award. Der Film wurde 1994 für den Political Film Society Award für Demokratie nominiert.

## Hintergrund
Der Film wurde in England gedreht, unter anderem im verlassenen Midland Grand Hotel (seit 2011: St Pancras Renaissance London Hotel). Er spielte in den Kinos der USA ca. 31,2 Millionen US-Dollar ein, in den britischen Kinos waren es ca. 2,6 Millionen Pfund Sterling.